# Free Spirit
Free Spirit is het tweede studioalbum van Hudson Ford, een afsplitsing van Strawbs. Na hun eerste album Nickelodeon met de (in het buitenland) succesvolle single Pick op the pieces, ging Hudson Ford met dit album meer terug naar hun roots; de progressieve rock. De tracks duren langer en af en toe is een mellotron(achtig) toetsinstrument te horen. Het album dat is opgenomen in de Sound Techniques Studio in Londen is wederom medegeproduceerd door Tom Allom.

## Musici
- Richard Hudson – zang, akoestische gitaar
- John Ford – basgitaar, zang
- Mickey Keen (1951-2007) – gitaar
- Ken Laws – drumkit
- Chris Parren– toetsinstrumenten

## Composities
Alle muziek en teksten zijn geschreven door Hudson Ford. 
| Nr. | Titel                     | Duur |
| --- | ------------------------- | ---- |
| 1.  | Take a little word        |      |
| 2.  | Free spirit               |      |
| 3.  | Mother wind               |      |
| 4.  | I don’t want to be a star |      |

| Nr. | Titel                | Duur |
| --- | -------------------- | ---- |
| 1.  | Silent star          |      |
| 2.  | Such a day           |      |
| 3.  | How many times       |      |
| 4.  | Floating in the wind |      |

Het muziekalbum verscheen eind 2009 voor het eerst op compact disc. Het Spaanse platenlabel Retro Disc International is echter weinig bekend. Men vermoedde dat de cd’s aan de hand van verbeterde elpeeopnamen tot stand zijn gekomen; de site van Strawbs vermeldde dat het illegale persingen zijn. Fans brachten daartegenin dat A & M Records waarschijnlijk nooit tot heruitgave zou overgaan, daarvoor was /is de band te onbekend.